# 社共共闘
社共共闘（しゃきょうきょうとう）とは、日本社会党（現・社会民主党）と日本共産党が選挙に統一候補を立て共闘した政治方針。

## 概要
1960年代後半から主に首長選挙において活発化した。より幅広く「革新共闘」とも呼ばれた。
日本社会党を脱党した国会議員によって1960年1月に結成された民社党は当初より反共を掲げており、野党共闘に協力することは少なかった。1967年2月の北九州市長選挙、同月の京都市長選挙、4月の東京都知事選挙、同月の福岡知事選挙においては、民社党は自民党との統一候補を擁立した。社会党委員長の佐々木更三は同年2月22日に「民社党は第二保守党」と発言し、3月5日に開いた拡大中央委員会で「民社党幹部は自民党の野党分断工作の片棒をかついでいる」とさらに激しく批判した。このうち京都市長選と東京都知事選で社共統一候補は勝利を収めたが、1971年の愛知県知事選、1975年・1979年の北海道知事選、1975年の立川市長選、同年の東久留米市長選などにおいては、自民・民社の統一候補にいずれも小差で敗れた。
1970年代後半まで社共共闘の全国的な潮流は続いた。前述の1979年4月の北海道知事選挙、同月の東京都知事選挙の二つの大型選挙で敗北したことにより、1980年代以降は沈静化した。

## 1950年代
1950年
- 4月 - 京都府知事選挙は共闘。社会党公認の蜷川虎三は、共産党を含む全京都民主戦線統一会議の推薦を得て立候補。民主自由党と日本民主党の推薦を得た井上清一との一騎打ちを制し初当選した[13]。【共闘・当選】

1959年
- 4月 - 北海道知事選挙は実質的な共闘。北海道1区選出の衆議院議員の横路節雄が社会党公認で立候補。横路の配偶者の実兄が元中央委員長の野呂栄太郎だったことから、日本共産党は後方支援をした。同じ北海道1区選出の衆議院議員の町村金五が自民党公認で立候補し、横路らを破り初当選。戦後初の保守道政となった。【共闘・落選】

## 1960年代
1960年

1967年4月の東京都知事選挙はその後の革新共闘の先駆モデルとなり、美濃部亮吉陣営の手法は「東京方式」とも呼ばれた。写真は左から社会党委員長の佐々木更三、無所属の市川房枝、候補者の美濃部、共産党中央委員会議長の野坂参三。

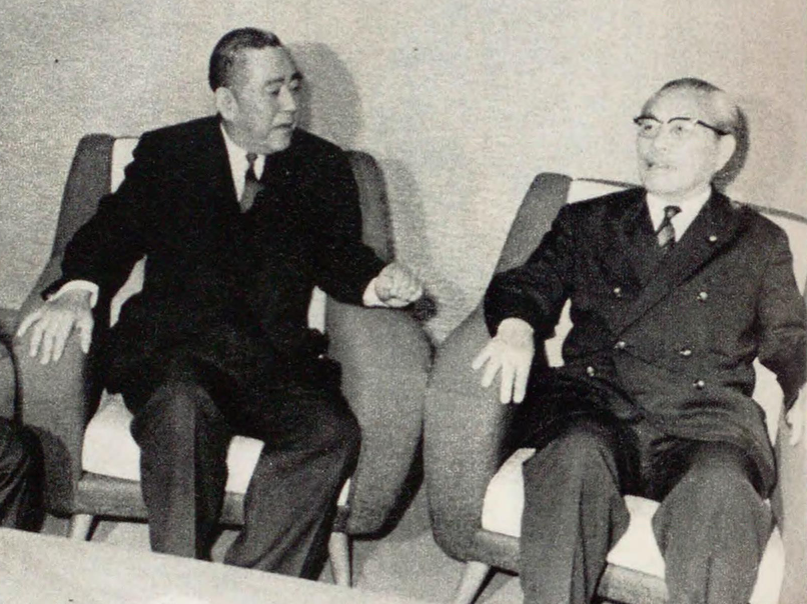
1967年の都知事選において民社党は共産党の都政進出阻止を目指し、反共主義者として名高かった松下正寿を擁立した。自由民主党も松下推薦を決定し、社共推薦候補の美濃部亮吉に対抗した。作戦会議をする佐藤栄作首相と民社党委員長の西尾末広。

- 1月24日、民主社会党の結党大会が九段会館で開催された。日本社会党から脱党し、民社党に加わった国会議員は衆議院38人、参議院16人[17]。
- 9月 - 福岡市長選挙は共闘。元衆議院議員の福田昌子が社会党の推薦と共産党の支援を得て立候補するも、自民党・民社党推薦の元内務官僚の杉本勝次に敗れた[18]。【共闘・落選】

1963年
- 3月 - 北九州市長選挙は共闘。元参議院議員の吉田法晴が社会党の公認と共産党の推薦を得て立候補。自民党・民社党推薦の杉本勝次との一騎打ちを制し、初当選した[3]。【共闘・当選】

- 4月 - 東京都知事選挙は共闘。阪本勝が社会党・共産党・民社党の推薦を得て立候補するも、自民党推薦の現職の東龍太郎に敗れた[5]。【共闘・落選】

- 4月 - 川崎市長選挙は分裂。 元衆議院議員の中嶋英夫が社会党推薦で立候補し、今野武雄が共産党公認で立候補し、票が割れた結果、自民党推薦の現職の金刺不二太郎が5期目の当選を果たした（金刺：141,979票、中嶋：134,588票、今野：18,989票）[19]。【分裂・落選】

1965年
- 4月 - 名古屋市長選挙は共闘。前参議院議員の近藤信一が社会党の公認と共産党の推薦を得て立候補するも、自民・民社推薦の現職の杉戸清に敗れた[20]。【共闘・落選】

1966年
- 10月 - 五所川原市長選挙は共闘。元職の山内久三郎が社会・共産の推薦を得て立候補するも、自民党公認の現職の佐々木栄造に敗れた[21]。【共闘・落選】

- 11月 - 山形市長選挙は共闘。元県議の金澤忠雄が社会党の公認と共産党の推薦を得て立候補。無所属保守系の茂木弘、自民党公認の山本竹司を破り、初当選した[22]。【共闘・当選】

1967年
- 1月 - 愛媛県知事選挙は共闘。湯山勇が社会・共産の推薦を得て立候補するが、自民党公認の現職の久松定武に敗れた[23]。【共闘・落選】

- 1月 - 高知市長選挙は共闘。元参議院議員の坂本昭が社会党の公認と共産党の推薦を得て立候補。自民党推薦の広松万亀男との一騎打ちを制し、初当選した[24]。【共闘・当選】

- 2月 - 江刺市長選挙は分裂。佐藤菊蔵が社会党・民社党の推薦を得て立候補し、昆野和男が共産党公認で立候補。佐藤が現職の渡辺長純を下し、初当選した[25]。【分裂】

- 2月22日 - 社会党委員長の佐々木更三は、京都市長選挙に社会・共産推薦で立候補した新人の富井清の応援のため同市を訪れ、記者会見の場で「民社党は第二保守党」と発言した。民社党は火の付いたような騒ぎとなり、これを聞いた党書記長の西村栄一は「わが党を侮辱するとは何事だ。社会党は第二共産党だ」と言い返した[7][26]。

- 2月23日 - 北九州市長選挙は分裂。現職の吉田法晴が社会党の公認を得て立候補し、多田隈博之が共産党の推薦を得て立候補したため票が分散。自民党・民社党推薦の谷伍平が初当選した[3][27]。【分裂・落選】

- 2月26日 - 京都市長選挙は共闘。社会・共産推薦の富井清は、自民・民社推薦の八杉正文との一騎打ちを制し初当選した[4]。【共闘・当選】

- 4月 - 東京都知事選挙は共闘。経済学者の美濃部亮吉が社会・共産の推薦を得て立候補。民社党・自民党推薦の松下正寿らを破り初当選した[5]。【共闘・当選】

- 4月 - 神奈川県知事選挙は分裂。元県議の竹田四郎が社会党公認で立候補し、渡辺俊太郎が共産党公認で立候補したため票が分散。自民党推薦の津田文吾が初当選した[28]。【分裂・落選】

- 4月 - 福岡県知事選挙は共闘。現職の鵜崎多一は社会党の公認と共産党の推薦を受けて立候補するが、自民・民社推薦の亀井光に敗れた[6]。【共闘・落選】

- 4月 - 宇都宮市長選挙は分裂。社会党推薦の大貫大八と共産党公認の小塙定一が立候補。自民党公認で立候補した前県議の小池嘉子[注 1] に敗れた[30]。【分裂・落選】

- 4月 - 国立市長選挙は共闘。日本通運従業員の石塚一男が社会党公認、共産党推薦で立候補。沢井左源太、和田伊左男の二人の保守系候補を破り、初当選した[31][32]。【共闘・当選】

- 4月 - 川崎市長選挙は分裂。 吉浜照治が社会党公認で立候補し、今野武雄が共産党公認で立候補し、笠井儀郎が民社党公認で立候補した。票が割れた結果、自民党推薦の現職の金刺不二太郎が6期目の当選を果たした[19]。【分裂・落選】

- 4月 - 枚方市長選挙は共闘。山村富造が社会党の公認と共産党の推薦を得て立候補。元社会党所属で現職の寺嶋宗一郎が自民・民社の推薦を得て立候補。山村が寺嶋らを破り初当選した[33]。【共闘・当選】

- 4月 - 高松市長選挙は分裂。脇信男が社会党公認で立候補し、下川行夫が共産党公認で立候補した。票が割れた結果、自民党公認の三宅徳三郎が初当選した[34]。【分裂・落選】

- 10月 - 保谷市長選挙は共闘。原田彰俊が社会党の公認と共産党の推薦を得て立候補し、無投票で初当選した[35]。【共闘・当選】

1968年
- 2月 - 藤沢市長選挙は分裂。元市議の葉山峻が社会党推薦で立候補し、阿部幹が共産党公認で立候補したため票が分散。現職の金子小一郎が当選した[36]。【分裂・落選】

- 6月 - 埼玉県知事選挙は共闘。粟屋豊が社会・共産・民社の推薦を得て立候補するが、自民党公認の現職の栗原浩に敗れた[37]。【共闘・落選】

- 11月 - 琉球政府行政主席選挙は共闘。教育者の屋良朝苗が社会党・共産党・沖縄社会大衆党などの支援を受けて立候補。沖縄自由民主党公認の西銘順治との事実上の一騎打ちを制し、初当選した[15]。【共闘・当選】

1969年
- 1月 - 保谷市長選挙は分裂。汚職事件により原田市長が引責辞任したことに伴う選挙で、都丸哲也が社会党の公認を、大西洋が共産党の公認を得てそれぞれ立候補。自民党推薦の内藤利紀が逃げ切り、初当選した[35]。【分裂・落選】

- 2月 - 松本市長選挙は共闘。深沢松美が社会・共産・民社の推薦を得て立候補。自民党公認の現職の降旗徳弥との一騎打ちを制し初当選した[38]。【共闘・当選】

- 5月 - 田無市長選挙は共闘。木部正雄が社会党の公認と共産党の推薦を得て立候補。保守系新人の元市議の小林莞爾ら2候補を破り初当選した[39]。【共闘・当選】

## 1970年代前半
1970年
- 3月 - 町田市長選挙は共闘。大下勝正が社会党の公認と共産党の推薦を得て立候補。保守系新人の熊沢重治との一騎打ちを制し初当選した[40]。【共闘・当選】

- 4月 - 新潟県知事選挙は共闘。元参議院議員の杉山善太郎が社会党・共産党の推薦を得て立候補するも、自民党公認の現職の亘四郎に敗れた[41]。【共闘・落選】

- 8月 - 鎌倉市長選挙は共闘。正木千冬が社会・共産の支援を得て立候補し、初当選した[42]。【共闘・当選】

- 11月 - 山形市長選挙は共闘。現職の金澤忠雄が社会・共産の推薦を得て立候補。自民党公認の本田権之助を破り、再選された[22]。【共闘・当選】

1971年
- 1月27日 - 民社党委員長の西村栄一は記者会見で「次期総選挙では共産党との共闘は行わない」と発言。また、共産党委員長の宮本顕治の「反自民勢力の結集」という言葉について、「（こうした）観念的な呼び方では、国民の支持が受けられない」と批判した[43]。

- 1月 - 奈良県知事選挙は分裂。元衆議院議員の八木一男が社会党の推薦を得て立候補し、小針実が共産党公認で立候補したため票が分散。自民党公認の現職の奥田良三が当選した[44]。【分裂・落選】

- 2月 - 愛知県知事選挙は共闘。言語学者の新村猛が社会・共産の推薦を得て立候補するも、自民・民社推薦の現職の 桑原幹根に敗れた[9]。【共闘・落選】

- 2月 - 富山市長選挙は共闘。元県議の改井秀雄が社会・共産の推薦を得て立候補。自民党は現職の湊栄吉に公認を出したが、公認漏れの石黒忠一が無所属で立候補したため、保守候補は湊と石黒に分裂した。激戦の結果、改井が初当選した（改井：48,484票、石黒：44,595票、港：42,371票）[45]。【共闘・当選】

- 2月 - 京都市長選挙は共闘。元助役の舩橋求己が社会・共産の推薦を得て立候補。民社の推薦と自民の支持を得た永末英一らを破り初当選した[4]。【共闘・当選】

- 4月 - 北海道知事選挙は共闘。塚田庄平が社会党の公認と共産党の推薦を得て立候補するも、自民党公認の堂垣内尚弘に小差で敗れた[10]。【共闘・落選】

- 4月 - 大阪府知事選挙は共闘。大阪市立大学教授の黒田了一が社会党・共産党の支援を受けて立候補。自民党公認の現職の左藤義詮らを破り初当選した。【共闘・当選】

- 4月 - 札幌市長選挙は共闘。大内基が社会・共産の推薦を得て立候補するも、自民党推薦の板垣武四に小差で敗れた[46]。【共闘・落選】

- 4月 - 浦和市長選挙は共闘。 内山勝衛は社会・共産の推薦を得て立候補するも、現職の相川曹司に敗れた[47]。【共闘・落選】

- 4月 - 川崎市長選挙は共闘。伊藤三郎が社会・共産の推薦を得て立候補し、自民党推薦の現職の金刺不二太郎を破り初当選した[19]。【共闘・当選】

- 4月 - 新潟市長選挙は共闘。若槻勉が社会・共産の推薦を得て立候補するが、自民党公認の現職の渡辺浩太郎に敗れた[48]。【共闘・落選】

- 4月 - 吹田市長選挙は共闘。榎原一夫が社会・共産の推薦を得て立候補。現職の山本治雄らを破り、初当選した[49]。【共闘・当選】

- 4月 - 高松市長選挙は共闘。前回敗れた脇信男は社会・共産の推薦を得て立候補。保守票は無所属の鎌田道海と自民党公認の広瀬実との間で割れ、脇が初当選した[34]。【共闘・当選】

- 6月 - 民社党系の月刊誌『改革者』6月号が発行。同盟書記長の重枝琢巳はこの年の統一地方選挙を振り返る論文を寄稿。「社会連合の本質は社会党左派執行部と共産党の野合に過ぎない」「社会党の反自民の意識過剰は共産党への傾斜を容易に、かつ、過剰に起させている」と述べ、社会党と共産党の選挙方針を批判した。編集部は重枝の論文に「民主主義を蝕む社共共闘」とキャプションを付けた[50]。

- 8月 - 立川市長選挙は共闘。歴史学者の阿部行蔵が社会・共産の推薦を得て立候補。自民党推薦の万田勇助を破り初当選した[11]。【共闘・当選】

- 11月 - 高知県知事選挙は共闘。氏原一郎が社会・共産の推薦と民社の支持を得て立候補するが、自民党公認の現職の溝渕増巳に敗れた[51]。【共闘・落選】

1972年
- 2月 - 藤沢市長選挙は共闘。葉山峻が社会・共産の推薦を得て立候補。自民・民社推薦の加藤慶徳との一騎打ちを制し初当選した[36]。【共闘・当選】

- 7月 - 埼玉県知事選挙は共闘。畑和が社会・共産・民社の推薦を得て立候補。自民党公認の大野元美らを破り初当選した[37]。【共闘・当選】

- 8月 - 富士見市長選挙は共闘。山田三郎が社会・共産の推薦を得て立候補。3人の保守系新人候補を破り初当選した[52]。【共闘・当選】

- 9月 - 大津市長選挙は共闘。元県議の山田耕三郎が社会・共産の支持を得て立候補。滋賀県知事の野崎欣一郎が推す前助役の井上良平との一騎打ちを制し、初当選した[53]。【共闘・当選】

- 10月 - 岡山県知事選挙は共闘。元自治官僚の長野士郎が社会・共産・公明・民社の推薦を得て立候補。自民党公認の現職の加藤武徳を破り初当選した[54]。【共闘・当選】

- 10月 - 昭島市長選挙は共闘。皿島忍が社会・共産の推薦を得て立候補。しかし自民党推薦の現職の新藤元義に敗れる[55]。【共闘・落選】

1973年
- 1月 - 保谷市長選挙は分裂。清水義汎が共産党の推薦と民社党の支持を得て立候補し、都丸哲也が社会党の推薦と公明党の支持を得て立候補。現職の内藤が清水と都丸らを破り再選された[35]。【分裂・落選】

- 4月 - 日野市長選挙は共闘。前市議の森田喜美男が社会・共産・公明の3党の推薦と民社党の支持を得て立候補。現職の古谷を破り初当選した[56]。【共闘・当選】

- 4月 - 名古屋市長選挙は共闘。名古屋大学教授の本山政雄が社会・共産・公明の3党の支援を得て立候補。自民党・民社党が支援した現職の杉戸清らを破り初当選した[20]。【共闘・当選】

- 10月 - 釧路市長選挙は共闘。現職の山口哲夫が社会党の公認と共産党の推薦と公明党の支持を得て立候補。保守系の鰐淵俊之らを破り、3選された[57]。【共闘・当選】

- 12月 - 岸和田市長選挙は共闘。原曻が社会・共産の推薦を得て立候補。自民推薦の中澤米太郎との一騎打ちを制し、初当選した[58]。【共闘・当選】

1974年
- 3月 - 鳥取県知事選挙は共闘。乗本吉郎が社会・共産の推薦と公明の支持を得て立候補するも、自民党推薦の平林鴻三に敗れた[59]。【共闘・落選】

- 4月 - 静岡県知事選挙は分裂。元副知事の永原稔が社会・公明・民社の推薦を得て立候補し、元場鉄太郎が共産公認で立候補したため票が分散。自民党公認の元参議院議員の山本敬三郎が僅差で逃げ切り、初当選した（山本：806,371票、永原：802,090票、元場：131,501票）[60]。【分裂・落選】

- 4月 - 新潟県知事選挙は分裂。元衆議院議員の松沢俊昭が社会党公認で立候補し、浦沢与三郎が共産党公認で立候補したため票が分散。自民党の公認を得た元参議院議員の君健男に敗れた[41]。【分裂・落選】

- 4月 - 府中市長選挙は共闘。鶴岡信三が社会・共産の推薦を得て立候補するも、自民・民社推薦の現職の矢部隆治に敗れた[61]。【共闘・落選】

- 6月 - 黒石市長選挙は共闘。中村淳治が社会・共産・公明・民主の推薦を得て立候補。自民党公認の現職の高樋竹次郎との一騎打ちを制し初当選した[62]。【共闘・当選】

- 7月 - 津市長選挙は分裂。吉川茂彦が社会・公明・民社の推薦を得て立候補し、山本勝太郎が共産公認で立候補したため票が分散。自民党推薦の元県議の岡村初博が逃げ切り、初当選した（岡村：31,392票、吉川：29,750票、山本：8,377票）[63]。【分裂・落選】

- 8月 - 香川県知事選挙は共闘。元香川大学学長の前川忠夫が社会・共産・公明・民社の推薦を得て立候補。自民党公認の現職の金子正則を破り初当選した[64]。【共闘・当選】

- 11月 - 滋賀県知事選挙は共闘。元八日市市長の武村正義が社会・共産・民社・公明の4党の支援を得て立候補。自民党推薦の現職の野崎欣一郎との一騎打ちを制し、初当選した。【共闘・当選】

- 11月 - 旭川市長選挙は共闘。松本勇が社会・共産の推薦と公明の支持を得て立候補。自民党推薦の佐藤幹夫との一騎打ちを制し、初当選した[65]。【共闘・当選】

- 11月 - 山形市長選挙は共闘。現職の金澤忠雄が社会・共産の推薦を得て立候補。無所属保守系の丹羽秀康を破り、3期目の当選を果たした[22]。【共闘・当選】

## 1970年代後半
1975年
- 1月 - 奈良県知事選挙は分裂。元衆議院議員の八木一男が社会党の推薦と公明党の支持を得て立候補し、渡辺徳弘が共産党公認で立候補したため票が分散。自民党推薦の現職の奥田良三が当選した[44]。【分裂・落選】

- 2月 - 愛知県知事選挙は共闘。元衆議院議員の成瀬幡治が社会・共産の推薦と公明の支持を得て立候補するも、自民・民社推薦の現職の仲谷義明に敗れた[9]。【共闘・落選】

- 2月 - 深谷市長選挙は共闘。福地国一郎が社会・共産の推薦と公明の支持を得て立候補するも、自民推薦の小泉仲治に敗れた[66]。【共闘・落選】

- 2月 - 富山市長選挙は共闘。現職の改井秀雄が社会・共産・民社の推薦と公明の支持を得て立候補。自民党公認の浅地央との一騎打ちを制し、再選された[45]。【共闘・当選】

- 2月 - 広島市長選挙は共闘。山田節男市長の死去に伴うこの年の選挙に大原亨は衆議院議員を辞職して立候補。社会党・共産党が推薦し、公明党が支持したが、自民・公明推薦の荒木武に敗れた[67]。【共闘・落選】

- 3月 - 東久留米市長選挙は共闘。藤井顕孝市長の辞職に伴うこの年の選挙に坂本弘は社会党・共産党の推薦を受けて立候補。しかし坂本は自民・民社推薦の石塚政寿に敗れた[12]。【共闘・落選】

- 4月 - 北海道知事選挙は共闘。元旭川市長の五十嵐広三が社会・共産の推薦と公明の支持を得て立候補。自民・民社推薦と北電労組の支援を受けた現職の堂垣内尚弘が再選し、五十嵐は敗れた[10]。【共闘・落選】

- 4月 - 東京都知事選挙は共闘。美濃部が社会・共産・公明の3党の推薦を得て立候補。自民党推薦の石原慎太郎、民社党推薦の松下正寿らを破り3選を果たした。【共闘・当選】

- 4月 - 佐賀県知事選挙は共闘。元衆議院議員の井手以誠が社会・共産・民社の推薦と公明の支持を得て立候補するも、自民推薦の現職の池田直に敗れた[68]。【共闘・落選】

- 4月 - 福島市長選挙は共闘。安部隆吉は社会・共産の推薦を得て立候補。保守票は現職の佐藤達也と元職の佐藤実とのあいだで分散するも、現職の佐藤達也が再選を果たした[69]。【共闘・落選】

- 4月 - 名取市長選挙は共闘。橘川光仁は社会・共産の推薦と公明の支持を得て立候補したが、自民党の支持を得た現職の荘司庄九郎に敗れた[70]。【共闘・落選】

- 4月 - 新座市長選挙は分裂。飯田薩男が社会・公明・民社の推薦を得て立候補し、石沢昌雄が共産党推薦で立候補したため票が分散し、自民党推薦の小船清が初当選した[71]。【分裂・落選】

- 4月 - 新潟市長選挙は共闘。川上喜八郎が社会・共産の推薦と公明の支持を得て立候補。自民党公認の現職の渡辺浩太郎を小差で破り、初当選した[48]。【共闘・当選】

- 4月 - 浦和市長選挙は分裂。 中村光雄が社会・民社の推薦と公明の支持を得て立候補し、桜井和人が共産党の推薦を得て立候補した。中村と桜井の間で票が分散し、自民党推薦の中川健吉が初当選した[47]。【分裂・落選】

- 4月 - 千代田区長選挙は共闘。元選任区長の高橋銑一が社会・共産・民社の推薦と公明の支持を得て立候補するも、自民の推薦を得た元選任区長の遠山景光に敗れた[72]。【共闘・落選】

- 4月 - 港区長選挙は分裂。元区議の岡謙四郎は社会党の推薦と公明の支持を得て立候補し、杉浦正男が共産党公認で立候補した。岡と杉浦のあいだで票が分散し、自民党推薦の川原幸男が初当選した（川原：37,330票、岡：30,684票、杉浦：7,756票）[73]。【分裂・落選】

- 4月 - 新宿区長選挙は共闘。菅原良長が社会・共産の推薦を得て立候補するも、自民の推薦を得た山本克忠に敗れた[74]。【共闘・落選】

- 4月 - 品川区長選挙は共闘。元選任区長の多賀榮太郎が社会・共産・民社の推薦と公明の支持を得て立候補。自民党推薦の永井辰男ら2候補を破り初当選した[75]。【共闘・当選】

- 4月 - 世田谷区長選挙は共闘。大場啓二が社会・共産・民社の推薦と公明の支持を得て立候補。自民党推薦の前選任区長の佐野保房、諸派の高田巖を破り初当選した（大場：129,894票、佐野：123,803票、高田：4,231票）[76]。【共闘・当選】

- 4月 - 渋谷区長選挙は分裂。北田繁は社会・民社の推薦と公明の支持を得て立候補し、羽渕三良が共産党公認で立候補し、北田と羽渕のあいだで票が分散。自民党推薦の天野房三が次点の北田を70票差で下し、初当選した（天野：38,966票、北田：38,896票、羽渕：8,863票）[77]。【分裂・落選】

- 4月 - 中野区長選挙は共闘。元選任区長の大内正二が社会・共産の推薦と公明の支持を得て立候補。近藤正二、田中宏の二人の新人を破り初当選した[78]。【共闘・当選】

- 4月 - 杉並区長選挙は共闘。岡十万男は社会・共産の推薦を得て立候補するも、自民・民社の推薦を得た元選任区長の菊地喜一郎に敗れた[79]。【共闘・落選】

- 4月 - 北区長選挙は分裂。伊藤英治は社会・民社の推薦と公明の支持を得て立候補し、飯田幸平が共産党公認で立候補した。伊藤と飯田のあいだで票が分散し、自民党推薦の小林正千代が初当選した[80]。【分裂・落選】

- 4月 - 練馬区長選挙は共闘。元選任区長の田畑健介が社会・共産・民社の推薦と公明の支持を得て立候補。自民の推薦を得た正木英世との一騎打ちを制し、初当選した[81]。【共闘・当選】

- 4月 - 小金井市長選挙は共闘。現職の永利友喜は社会・共産の推薦を得て立候補。元市職員の星野平壽が自民党の推薦を得て、寺本正男は公明・民社の推薦を得て立候補。永利：15,837票、星野：15,285票、寺本：8,836票という結果により永利が再選を果たした[82]。【共闘・当選】

- 4月 - 吹田市長選挙は分裂。現職の榎原一夫が共産党の推薦を得て立候補。保守系新人の羽田孝義には自民党・公明党・民社党のほか、社会党も推薦を出した。榎原55,564票、羽田55,041票という結果となり、槇原が再選を果たした[49]。【分裂】

- 4月 - 鹿児島市長選挙は分裂。現職の末吉利雄は社会党の推薦と公明党の支持を得て立候補し、中間浩一が共産党公認で立候補した。末吉と中間のあいだで票が分散し、自民党推薦の山之口安秀が初当選した[83]。【分裂・落選】

- 8月 - 立川市長選挙は共闘。現職の阿部行蔵は社会・共産の推薦を得て立候補。しかし自民・民社推薦の岸中士良に敗れる[11]。【共闘・落選】

- 8月 - 富田林市長選挙は共闘。内田次郎が共産党の推薦と社会党の支持を得て立候補。現職の西岡潔との一騎打ちを制し、初当選した[84]。【共闘・当選】

1976年
- 7月 - 名取市長選挙は共闘。市長の荘司庄九郎が健康上の理由により辞職したことに伴う選挙。大友安治が社会・共産の推薦を得て立候補。民社党の推薦と自民党の支持を得た石川次夫を小差で破り初当選した[70]。【共闘・当選】

- 8月 - 富士見市長選挙は共闘。現職の山田三郎が社会・共産の推薦を得て立候補。自民党推薦の土肥恵伸との一騎打ちを制し、再選された[52]。【共闘・当選】

- 10月 - 昭島市長選挙は共闘。前回敗れた皿島忍が社会・共産の推薦を得て立候補。小林勝雄は自民党の推薦を得て、平畑一雄は民社党の推薦を得て立候補。皿島が両人を下し初当選を果たした[55]。【共闘・当選】

1977年
- 1月 - 保谷市長選挙は共闘。都丸哲也は社会・共産の推薦を得て立候補。この年の選挙では自民党と民社党が岡村靖二を推薦したため、現職の内藤利紀との間で保守分裂が起こった。都丸が3度目の挑戦により初当選した[35]。【共闘・当選】

- 4月 - 名古屋市長選挙は共闘。本山が社会・共産の支援を受けて立候補。自民・公明・民社の3党の支援を受けた日比野暁美らを破り再選[20]。【共闘・当選】

- 7月 - 参議院議員選挙・宮崎県選挙区は共闘。共産党は候補者を取り下げ、社会党現職の戸田菊雄に一本化されるが、自民党新人の大石武一に敗れた。【共闘・落選】

- 10月 - 釧路市長選挙は共闘。現職の山口哲夫が社会党の公認と共産党の推薦を得て立候補するも、民社党の推薦と公明党の支持と自民党の支援を得た鰐淵俊之に敗れた[57]。【共闘・落選】

1978年
- 4月 - 新潟県知事選挙は共闘。元三条市長の稲村稔夫が社会党・共産党の推薦を得て立候補するも、自民党公認の現職の君健男に敗れた[41]。【共闘・落選】

- 4月 - 京都府知事選挙は分裂。共産党推薦の杉村敏正と社会党・公明党の推薦と民社党の支持を得た山田芳治立との間で票が割れた。その結果、自民推薦の林田悠紀夫が初当選した[13]。【分裂・落選】

- 4月 - 府中市長選挙は共闘。 早川公二が社会・共産の推薦を得て立候補するも、自民・民社推薦の現職の矢部隆治に敗れた[61]。【共闘・落選】

- 6月 - 黒石市長選挙は共闘。現職の中村淳治が社会・共産・新自クの推薦を得て立候補。自民・民社・社民連推薦の鳴海広道を僅差でかわし、再選された（中村：12,951票、鳴海：12,847票）[62]。【共闘・当選】

- 8月 - 大宮市長選挙は共闘。 押田赳夫は社会・共産の推薦を得て立候補するも、自民・民社・公明・新自ク・社民連の推薦を得た弁護士の馬橋隆二に敗れた[85]。【共闘・落選】

- 11月 - 旭川市長選挙は共闘。現職の松本勇が社会・共産の推薦と公明の支持を得て立候補するが、自民党推薦の元市議の坂東徹に敗れ、1期で退いた[65]。【共闘・落選】

- 11月 - 東久留米市長選挙は共闘。石塚政寿市長の辞職に伴うこの年の選挙に伊藤孝次郎は社会党・共産党の推薦を受けて立候補。自民党の支持を得た米田正ら2候補を破り初当選した[12]。【共闘・当選】

- 11月 - 高知市長選挙は共闘。横山龍雄が社会・民社・公明の推薦の共産の支持を得て立候補。自民党推薦の梅原一との一騎打ちを制し、初当選した[24]。【共闘・当選】

1979年
- 2月 - 江刺市長選挙は共闘。菊地喜久男が社会党の推薦と共産党の支持を得て立候補。自民党の推薦と民社党の支持を得た現職の渡辺長純を243票差で下し、初当選した[25]。【共闘・当選】

- 4月 - 北海道知事選挙は共闘。五十嵐広三が社会・共産の推薦と公明の支持を得て再び立候補するも、自民・民社推薦の現職の堂垣内が3選した[10]。【共闘・落選】

- 4月 - 東京都知事選挙は共闘。太田薫が社会・共産の推薦を得て立候補。衆議院議員を辞めて出馬した麻生良方と太田との間で票が割れ、自民・公明・民社推薦の鈴木俊一が初当選した[5]。【共闘・落選】

- 4月 - 国立市長選挙は共闘。石塚一男は4選を目指し、社会党・共産党・革自連の推薦を得て立候補するも、自民・民社・新自クの推薦と公明の支持を得た元都職員の谷清に敗れた[31][86]。【共闘・落選】

- 4月 - 福島市長選挙は共闘。元助役の河原田穣は社会・共産の推薦を得て立候補。自民・民社の推薦と公明の支持を得た現職の佐藤達也を破り初当選した[69]。【共闘・当選】

- 4月 - 江東区長選挙は共闘。小倉康男が社会・共産の推薦を得て立候補するも、自民・公明・民社推薦の現職の小松崎軍次に敗れた[87]。【共闘・落選】

- 4月 - 中野区長選挙は共闘。元都議の青山良道は社会・共産の推薦を得て立候補。自民・公明・民社の推薦を得た佐久間稔を小差で破り、初当選した[78]。【共闘・当選】

- 4月 - 北区長選挙は共闘。南原進が社会・共産の推薦を得て立候補するも、自民・公明推薦の現職の小林正千代に敗れた[80]。【共闘・落選】

- 4月 - 武蔵野市長選挙は共闘。元助役の藤元政信は社会・共産の推薦を得て立候補。自民党の推薦と公明党の支持を得た福原稔らを破り初当選した[88]。【共闘・当選】

- 4月 - 三鷹市長選挙は共闘。現職の坂本貞雄は社会・共産の推薦を得て立候補。自民の推薦と公明・民社の支持を得た伊東伝一郎との一騎打ちを制し、再選された[89]。【共闘・当選】

- 4月 - 小金井市長選挙は共闘。現職の永利友喜は社会・共産の推薦を得て立候補。前回敗れた星野平壽が自民党の推薦を得て再挑戦し、永利との一騎打ちを制し初当選した[82]。【共闘・落選】

## 1980年代
1980年
- 1月10日 - 日本社会党と公明党は、連立政権を目標とした合意（通称：「社公合意」）を締結した。これにより、社公民路線、自公民路線方針、日本共産党排除が明確なものとなり、社共共闘を崩壊させるきっかけとなった。共産党は、公明党の母体の創価学会と協調を試みた時期もあったが、失敗している（創共協定参照）。

1982年
- 4月 - 新潟県知事選挙は共闘。弁護士の坂上富男が社会党・共産党の推薦を得て立候補するも、自民党公認の現職の君健男に敗れた[41]。【共闘・落選】

- 7月 - 大宮市長選挙は共闘。 三輪悌三は社会・共産の推薦を得て立候補するも、自民・民社・公明・新自ク・社民連の推薦を得た現職の馬橋隆二に敗れた[85]。【共闘・落選】

- 10月 - 高知市長選挙は共闘。現職の横山龍雄が社会・共産の推薦を得て立候補。自民・公明・民社の推薦を得た大町行治との一騎打ちを制し、再選された[24]。【共闘・当選】

1983年
- 4月 - 福岡県知事選挙は共闘。奥田八二が社会・共産・各自連の推薦を得て立候補。自民・民社推薦の現職の亀井光を破り、初当選した[6]。【共闘・当選】

- 4月 - 中野区長選挙は共闘。現職の青山良道は社会・共産の推薦を得て立候補。自民・公明の推薦を得た島村平治との一騎打ちを制し再選された[78]。【共闘・当選】

- 4月 - 杉並区長選挙は共闘。藤井真人が社会・共産の推薦を得て立候補。自民・公明・民社・新自クの推薦を得た元助役の松田良吉、細木数子の弟の細木久慶の2候補を相手に戦うも、松田に敗れた[79]。【共闘・落選】

1984年
- 2月 - 藤沢市長選挙は共闘。葉山峻が社会・共産・社民連の推薦を得て立候補。自民・公明・民社・新自ク推薦の山田栄を小差で破り当選した[36]。【共闘・当選】

1985年
- 10月 - 釧路市長選挙は共闘。西田昭紘が社会党の推薦と共産党の支援を得て立候補するも、自民・公明・民社・新自ク推薦の現職の鰐淵俊之に敗れた[57]。【共闘・落選】

1986年
- 6月 - 中野区長選挙は共闘。2期目の青山良道の死去に伴うこの選挙で、元助役の神山好市が社会・共産の推薦を得て立候補。自民・公明・民社の推薦を得た宮川知雄ら3候補を破り初当選した[78]。【共闘・当選】

1987年
- 4月 - 練馬区長選挙は共闘。元日本婦人有権者同盟会長の本尾良が社会・共産・社民連の推薦を得て立候補するも、自民・公明・民社の推薦を得た岩波三郎に敗れた[81]。【共闘・落選】

1988年
- 1月 - 八王子市長選挙は共闘。山田和也が社会・共産の推薦を得て立候補するも、自民・公明・民社推薦の現職の波多野重雄に敗れた[90]。【共闘・落選】

1989年
- 4月 - 新潟県知事選挙は分裂。元参議院議員の志苫裕が社会党・社民連推薦で立候補し、長崎明が共産党推薦で立候補したため票が分散。自民党の推薦を得た元自治官僚の金子清に敗れた（金子：658,086票、志苫：611,986票、長崎：140,161票）[41]。【分裂・落選】

- 8月 - 京都市長選挙は分裂。共産党推薦の木村万平と社会党推薦の中野進のあいだで票が分散。公明・民社の推薦と自民の支持を得た田邊朋之が2位の木村を321票の僅差でかわし、初当選した[4]。【分裂・落選】

## 2000年代
2000年代には憲法改正論議が盛んになった。社会党の後身である社民党と共産党はいずれも日本国憲法第9条などの改憲反対を訴えているが、野党票が民主党に流れ、社民党は議席を減らし続け、共産党も一時10議席未満となり国会での議席が単独での党首討論ができない議席数となったので、護憲勢力は不利に陥った。そのため、同じ護憲派である共社が協力して選挙に臨むべきだとの声が共産党支持者のあいだからも上がるようになった。
2000年代の間に社共共闘が行われた選挙区は沖縄2区の照屋寛徳と沖縄県選挙区の糸数慶子のみである。
2006年1月20日に共産党の新執行部が社民党に挨拶に行った際、志位和夫委員長が「憲法擁護をすすめるうえで両党の協力関係を発展させることを願っている」と発言した。これに対し、社民党の福島瑞穂党首が「院内外での両党の共闘について躊躇いは一切ない」と返答した。こうした経緯で1月23日、志位委員長は福島党首宛に社共共闘に関する会談の申入書を提出、社民党もこれを歓迎する姿勢を示した。しかし、10月の統一補欠選挙の際に、社民党の辻元清美代議士は、政策協定も結ばないまま民主党候補の応援にたち、共産党との共闘の意思を示さなかった。また、民主党との憲法問題に対する態度を棚上げにした選挙協力も行われており、護憲の共同は困難な状況が続いた。2007年新年のNHKインタビューでは福島党首は、「民主党を右にいかせないため」と、1980年代に公明党と共闘するときに使った言い回しを使用して民主党との選挙協力を推進する意思を示していた。民主党が参議院で第1党となった2007年の参議院選挙の結果をうけて、社民党が呼びかけた野党の会談も、民主党・国民新党との3党の会談であり、最初から共産党は対象に入っていなかった。
2009年に執行された第45回衆議院議員総選挙において、社民党は民主党との連立を主張して選挙戦に入った。いくつかの小選挙区では、社民党候補を民主党が推し、民主党候補を社民党が推すケースが見られた。選挙の結果、自民党は歴史的な敗北に終わり、民主党主導の政権交代が実現した。これを受け、民主党と社民党は国民新党も加えて正式に連立政権（民社国連立政権）を発足させた。共産党はこの政権交代に対して、建設的野党の立場を主張し、与党となった社民党とは異なる方向で護憲の立場を貫くことになった。
2014年に執行された第47回衆議院議員総選挙では、翁長雄志沖縄県知事が反基地勢力として「オール沖縄」を結成し、共社が参加。結果沖縄1区の共産党候補である赤嶺政賢が小選挙区で初当選し、沖縄2区の照屋が5選した。沖縄3区、沖縄4区では両党とも独自候補を擁立せずに反基地候補を応援し、当選させた。
2000年代に共産党が社民党系候補を支援した例は徳島県知事選での大田正と沖縄市長選での東門美津子のみであり、社民党が共産党系候補を支援した例は党としては無く、保坂展人が個人的に狛江市長選で矢野裕を応援したのみである（組織としては自主投票、社民党支持者として知られる石坂啓などは自公民推薦の対立候補を支援）。ただし民主党や地域政党の東京・生活者ネットワークなどが共産党と共闘する場合、その中間に位置する社民党も（主導権は大きくないものの）加わる場合が多かった（東京都の市部に多い。武蔵野市、西東京市、小平市、調布市など）。この場合は民主党内の旧社会党・社民連系の候補を共産党が支援する場合が多く、形を変えた社共共闘とも考えられる。
一方、かねてより新社会党から送られていた選挙共闘での窓口設置の申し入れに対して、共産党は、新社会党が党の基本文書のなかで共産党を名指しで批判の対象としていることを理由に2006年1月7日に「共闘の条件は存在しない」と拒否した。但し、地方の首長選挙においては関西（東大阪市長選での長尾淳三、大阪府知事選での梅田章二など）を中心に両党が同一の候補を推薦・支持する事例は多かった。また、長生村においては、共産党は新社会党員である石井俊雄村長への支持を表明していた。

## 2010年代
2012年の東京都知事選挙では、共社が共に宇都宮健児を支持し、都知事選では29年ぶりに共社が同一候補を支援したが、猪瀬直樹に大敗した。2014年の東京都知事選挙では、共産党はいち早く宇都宮の推薦を決め、社民党は細川護熙の支援も模索したが、引き続き宇都宮を推薦した。結果は前回より微増したが、やはり舛添要一に敗れた。2014年沖縄県知事選挙では、自民党を離党し普天間飛行場の辺野古移設に反対する翁長雄志を自民党を除名された那覇市議会新風会と共に推薦し、当選させている。那覇市長を決める選挙でも城間幹子を共社と新風会が推薦し、当選させた。

### 野党共闘の5党合意
安倍政権により安保法制が制定されて以後は、護憲の立場から共闘する方針を固めている。2016年2月20日に開催された社民党大会には日本共産党委員長の志位和夫が来賓として参加した。日本共産党幹部が社民党大会に招待されるのは日本社会党時代も含めこれが初めてである。2017年1月15日に開催された日本共産党第27回大会にて、吉田忠智が民進党・安住淳代表代行、自由党・小沢一郎代表、参議院会派沖縄の風・糸数慶子参議院議員と共に、来賓として参加した。日本共産党の党大会に他党幹部が参加するのは初めてである。
2016年新潟県知事選挙では無所属の米山隆一候補を共社が自由党とともに推薦し、当選させている。